# Potolo
Potolo ist eine Ortschaft im Departamento Chuquisaca im südamerikanischen Anden-Staat Bolivien.

## Lage im Nahraum
Potolo ist der zentrale Ort des Kanton Potolo im Municipio Sucre in der Provinz Oropeza. Die Ortschaft liegt auf einer Höhe von 3092 m an einem rechten Nebenfluss des Río Tomoyo, der sich zehn Kilometer flussabwärts bei Chaunaca mit dem Río Ravelo zum Río Roque vereinigt und weiter zum Río Pilcomayo fließt.

## Geographie
Potolo liegt östlich des Altiplano in der bolivianischen Cordillera Central. Das Klima ist ein gemäßigtes Höhenklima und ein typisches Tageszeitenklima, bei dem die mittlere Temperaturschwankung im Tagesverlauf stärker ausfällt als im Jahresverlauf.
Die Jahresdurchschnittstemperatur in der Region liegt bei etwa 16 °C (siehe Klimadiagramm Sucre), die Monatsdurchschnittswerte schwanken zwischen 14 °C im Juni/Juli und 17 °C im Oktober/November. Der Jahresniederschlag beträgt etwa 700 mm und weist fünf aride Monate von Mai bis September mit Monatswerten unter 25 mm auf, und eine deutliche Feuchtezeit von Dezember bis Februar mit Monatsniederschlägen zwischen 125 und 150 mm.

## Verkehrsnetz
Potolo liegt in einer Entfernung von 57 Straßenkilometern westlich von Sucre, der Hauptstadt des Departamentos.
Durch Sucre führt die 976 Kilometer lange Nationalstraße Ruta 6, die vom bolivianischen Tiefland an der Grenze zu Paraguay im Osten über Padilla nach Sucre und weiter nach Oruro im Hochland führt. Von Sucre aus führt die Straße vorbei am alten Flughafen der Stadt in nordwestlicher Richtung. Nach 22 Kilometern zweigt bei dem Dorf Punilla eine unbefestigte Landstraße in südwestlicher Richtung von der Ruta 6 ab. Sie erreicht nach achtzehn Kilometern Chaunaca, wo eine Nebenstraße nach Maragua abzweigt, und nach weiteren siebzehn Kilometern Potolo erreicht.

## Bevölkerung
Die Einwohnerzahl der Ortschaft ist zwischen 1992 und 2001 um etwa ein Fünftel zurückgegangen und danach wieder angestiegen:
| Jahr | Einwohner | Quelle       |
| ---- | --------- | ------------ |
| 1992 | 565       | Volkszählung |
| 2001 | 451       | Volkszählung |
| 2012 | 620       | Volkszählung |
| 2024 |           | Volkszählung |

Die Region weist einen hohen Anteil an Quechua-Bevölkerung auf, im Municipio Sucre sprechen 61,6 Prozent der Bevölkerung Quechua.